# Кішалинське сільське поселення
Кіша́линське сільське поселення (рос. Кишалинское сельское поселение) — муніципальне утворення у складі Атюр'євського району Мордовії, Росія. Адміністративний центр — село Кішали.

## Населення
Населення — 346 осіб (2019, 550 у 2010, 681 у 2002).

## Склад
До складу поселення входять такі населені пункти:
| Населений пункт      | Населення, осіб (2002) | Населення, осіб (2010) |
| -------------------- | ---------------------- | ---------------------- |
| Кішали, село         | 637                    | 522                    |
| Степановка, присілок | 44                     | 28                     |